# Erich Zeigner
Erich Richard Moritz Zeigner (né le 17 février 1886 à Erfurt - mort le 5 avril 1949 à Leipzig) est un juriste et une personnalité politique allemande de gauche.